# الآرامية الوسطى الجديدة
اللغات الآرامية الوسطى الجديدة هي مجموعة محددة من اللغات الآرامية الجديدة، والتي تتمركز في المنطقة الوسطة من بين المناطق التي تتحدث الآرامية الغربية الجديدة وغيرها من المجموعات الآرامية الشرقية. يقع موطنها اللغوي في المنطقة الشمالية من بلاد الشام (جنوب شرق تركيا وشمال شرق سوريا ). تضم المجموعة لغة طورية كلغة منطوقة في منطقة طور عبدين ومجموعات مختلفة في الشتات ، ولغة ملحسو التي انقرضت مؤخرًا كلغة منطوقة.  
أُقترح في الدراسات الآرامية عدة مجموعات بديلة للغات الآرامية الجديدة من قبل باحثين عدة، وكانت هذه المجموعات تستعمل مصطلح الآرامية الوسطى الجديدة بمعنى أوسع، أي مناطق جغرافية أوسع، وهي جميع اللغات الآرامية الجديدة باستثناء لنيو الآرامية الغربية واللغة المندائية .  

## تعريف

اللغات الآرامية الوسطى الجديدة، والمعروفة أيضًا باللغات السريانية الغربية الجديدة (المناظق المظلله والمشار إليها باللون الأحمر)

تضم "اللغات الآرامية الوسطى الجديدة" اللغة الطورية ولغة ملحسو فقط، إن كان التعريف ذا نطاق ضيق، بينما النطاق الواسع سيضم مجموعة الآرامية الشمال شرقية النهرينية أيضًا. ويشار إلى المجموعة ذات النطاق الضيق أحيانًا باسم الآرامية الشمال غربية، والمجموعة ذات النطاق الواسع الآرامية الشمالية .
يطلق على اللغتين المنتميتين لهذه المجموعة بالسريانية ( Sūryoyo ).

## المنطقة
يتحدث بهذه اللغة بجميع أنواعها، الآشوريون الذين يعيشون بالأصل في منطقة طور عبدين في جنوب شرق تركيا والمناطق المحيطة بها. اللغة الطورية تعتبر مجموعة من اللهجات المتقاربة المتحدث بها في طور عبدين، بينما لغة ملحسو هي لغة منقرضة كان يتحدث بها أهل شمال ديار بكر.
وعلى ما يبدو أن جميع اللغات الأخرى المتصلة بهذه اللغة قد انقرضت دون أن يترك لها آثر. وانتقل عدد كبير من المتحدثين بهذه اللغات إلى الجزيرة في سوريا، وخصيصًا مدينتي القامشلي والحسكة. يوجد عدد من المتحدثين باللغة الطورية في الشتات، مع وجود مجتمع بارز في السويد .

## التاريخ
لدى اللغات الآرامية الوسطى الجديدة تراث مزدوج، لأنها نمت من أصناف العامية الآرامية الشرقية التي يُتحدث بها في منطقة طور عبدين والسهول المحيطة بها منذ ألف عام، ولكنهم تأثروا بالسريانية الكلاسيكية، والتي بحد ذاتها تعتبر مجموعة متنوعة من الآرامية الشرقية المنطوقة في أقصى الغرب، في مدينة الرها. وقد يلعب قرب الآرامية الوسطى الجديدة من مدينة الرها، وتقارب لغاتهم الأم دورًا كبيرًا، فهو يعني أنها تشبه اللغة الكلاسيكية أكثر من الآرامية الشمالية الشرقية.
رغم ذلك، يمكن رؤية تطور واضح يفصل بين اللغة الطورية ولغة ملحسو . لغة ملحسو تشبه اللغة الكلاسيكية من الناحية النحوية، وتستخدم نفس نظام الزمن نحويًا. ولكنها طورت تجويد أصوات خاص بها وأصبحت (/θ/ → /s/)(حرف الثاء إلى سين). ومن الناحية الأخرى ، لدى اللغة الطورية علم أصوات مشابه تمامًا للغة السريانية الكلاسيكية، ولكن لها قواعد نحوية مختلفة جذريًا.
بدأت الدراسة الحديثة للغات الآرامية الوسطى الجديدة خلال القرن التاسع عشر ، ومع بداية القرن العشرين، كان الباحثون يحاولون توسعة استخدام اللغة الطورية العامية في المجال الأدبي، الذي لا تزال اللغة السريانية الكلاسيكية تهيمن عليه منذ وقت طويل. توقف تطور اللغة بسبب اندلاع الحرب العالمية الأولى (1914-1918) والأعمال الوحشية التي حدثت في مذابح سيفو ضد مختلف المجتمعات الناطقة باللغة الآرامية، من بينها منطقة طور عبدين .  هاجرت المجتمعات المسيحية المحلية من مناطقهم الأصلية وكونت عدة مجموعات جديدة من الناطقين بلغة الطورية في جميع أنحاء الشتات. كان لهذه الأحداث تأثير طويل الأمد على التطور المستقبلي للمجتمعات الناطقة باللغة الطورية، مما أثر على جميع مجالات حياتهم، بما في ذلك الثقافة واللغة والأدب. 